# Accoltellamento di Southport del 2024
Il 29 luglio 2024, in una scuola di danza di Southport, nel Merseyside, nel Regno Unito, è stata perpetrata una strage di bambine tramite accoltellamento: tre bambine sono state assassinate e altre 10 persone, otto delle quali erano bambine, sono state ferite, alcune in modo grave.

## La strage
La strage è avvenuta durante un meeting di yoga e danza a tema Taylor Swift, che si stava tenendo in Hart Space ossia un centro sociale nel quartiere Meols Cop di Southport: erano presenti 26 bambine. L'aggressore ha accoltellato un totale di undici bambine: tre in modo fatale e due adulti. Tutte e tre le vittime massacrate erano bambine, due delle quali sono morte sul posto, mentre la terza è deceduta in ospedale il giorno successivo. Cinque delle otto bambine ferite ed entrambi gli adulti feriti erano in condizioni critiche dopo i molteplici accoltellamenti.

## L'assassino
L'assassino è stato identificato nella persona di Axel Rudakubana, che è un cittadino britannico diciassettenne nato a Cardiff da genitori ruandesi immigrati:  è stato arrestato sulla scena del crimine ed è stato accusato di tre omicidi, dieci tentati omicidi e possesso di armi da taglio.
Il 30 luglio, la polizia ha rivelato l'identità del sospettato, nonostante fosse minorenne, nel tentativo di contrastare le speculazioni sull'accaduto.

## Il movente
Il movente dell'attacco sembra sia terrorismo: inizialmente la polizia britannica ha dichiarato di non considerarlo legato al terrorismo, ma poi
nel computer dell'assassino sono stati ritrovati contenuti d'un manuale di addestramento pubblicato da Al Qaida quindi Rudakubana, che si è definito felice di aver ucciso le tre bimbe inglesi fan di Taylor Swift, è incriminato pure per terrorismo islamico: è stato condannato a una pena di 52 anni, ma ha evitato l’ergastolo in quanto minorenne all’epoca del suo atto criminale. 
La strage ha scatenato disordini e sommosse popolari in molte città britanniche.